# Rum, Sodomy, and the Lash
Rum, Sodomy, and the Lash — второй студийный альбом англо-ирландской группы The Pogues, изданный в 1985 году.

## Об альбоме
Название альбома позаимствовано из цитаты, часто приписываемой Уинстону Черчиллю: «Не говорите мне о военно-морской традиции. Это не что иное, как ром, содомия и плеть». Название было предложено барабанщиком Эндрю Ранкеном. На обложке изображена картина Теодора Жерико «Плот „Медузы”» с лицами участников группы. В 2005 году Том Уэйтс назвал Rum, Sodomy, and the Lash одним из своих любимых альбомов. Кроме того, альбом занял 440 место в списке «500 величайших альбомов всех времён по версии журнала Rolling Stone», а Pitchfork Media поставил его на 67 место в списке «100 лучших альбомов 1980-х».

## Список композиций
Оригинальная долгоиграющая пластинка
| №   | Название                               | Автор(ы)             | Длительность |
| --- | -------------------------------------- | -------------------- | ------------ |
| 1.  | «The Sick Bed of Cúchulainn»           | МакГован             | 2:59         |
| 2.  | «The Old Main Drag»                    | МакГован             | 3:19         |
| 3.  | «Wild Cats of Kilkenny»                | МакГован, Джем Финер | 2:48         |
| 4.  | «I'm a Man You Don't Meet Every Day»   | Народная             | 2:55         |
| 5.  | «A Pair of Brown Eyes»                 | МакГован             | 4:54         |
| 6.  | «Sally MacLennane»                     | МакГован             | 2:43         |
| 7.  | «Dirty Old Town»                       | Эван МакКолл         | 3:45         |
| 8.  | «Jesse James»                          | Народная             | 2:58         |
| 9.  | «Navigator»                            | Фил Гастон           | 4:12         |
| 10. | «Billy's Bones»                        | МакГован             | 2:02         |
| 11. | «The Gentleman Soldier»                | Народная             | 2:04         |
| 12. | «And The Band Played Waltzing Matilda» | Эрик Богл            | 8:10         |

В переиздании 2004 года были добавлены 6 песен
| №  | Название                    | Автор(ы) | Длительность |
| -- | --------------------------- | -------- | ------------ |
| 1. | «A Pistol for Paddy Garcia» | Финер    | 2:31         |
| 2. | «London Girl»               | МакГован | 3:05         |
| 3. | «A Rainy Night in Soho»     | МакГован | 5:36         |
| 4. | «Body of an American»       | МакГован | 4:49         |
| 5. | «Planxty Noel Hill»         | Финер    | 3:12         |
| 6. | «The Parting Glass»         | Народная | 2:14         |

«London Girl», «A Rainy Night in Soho», «Body of an American» и «Planxty Noel Hill» выходили на мини-альбоме 1986 года Poguetry in Motion.

## Участники записи
- Шейн Макгоуэн — вокал
- Спайдер Стэйси — вистл
- Джеймс Фирнли — аккордеон
- Джем Финер — банджо
- Кейт О’Риордан — бас-гитара, вокал на «I’m a Man You Don’t Meet Every Day»
- Эндрю Ранкен — барабаны
- Фил Шеврон — гитара

Гости
- Генри Бенах — скрипка
- Дик Катхелл — валторна
- Томми Кин — ирландская волынка